# Selatrað
Selatrað (IPA: [ˈseːlatɹɛa], danska: Selletræ) är en småort på Färöarna, belägen på Eysturoys västkust. Selatrað tillhör administrativt Sjóvars kommun och hade 40 invånare vid folkräkningen 2015. Selatrað nämns första gången i Hundbrevet och var säte för Eysturoys vårting.
Bebyggelsen i Selatrað är mer utspridd än den typiska färöiska boplatsen, och vid byn ligger en liten skog som planterades 1913, skogen var den tredje största på Färöarna men två tredjedelar förstördes efter en orkan 1988. De högsta träden, cirka 20 meter i höjd, klarade sig dock. Kyrkan i byn, Selatraðs kyrka byggdes 1927.

## Befolkningsutveckling
| Befolkningsutvecklingen i Selatrað 1985–2015 | Befolkningsutvecklingen i Selatrað 1985–2015 | Befolkningsutvecklingen i Selatrað 1985–2015 | Befolkningsutvecklingen i Selatrað 1985–2015 | Befolkningsutvecklingen i Selatrað 1985–2015 |
| -------------------------------------------- | -------------------------------------------- | -------------------------------------------- | -------------------------------------------- | -------------------------------------------- |
|                                              |                                              |                                              |                                              |                                              |
| År                                           |                                              |                                              | Folkmängd                                    |                                              |
| 1985                                         | 1985                                         |                                              | 78                                           |                                              |
| 1990                                         | 1990                                         |                                              | 78                                           |                                              |
| 1995                                         | 1995                                         |                                              | 69                                           |                                              |
| 2000                                         | 2000                                         |                                              | 64                                           |                                              |
| 2005                                         | 2005                                         |                                              | 61                                           |                                              |
| 2010                                         | 2010                                         |                                              | 38                                           |                                              |
| 2015                                         | 2015                                         |                                              | 40                                           |                                              |
|                                              |                                              |                                              |                                              |                                              |